# María José López Santana
María José López Santana est une femme politique espagnole membre du parti régionaliste Nouvelles Canaries (NC).

## Biographie

### Profession
María José López Santana est titulaire d'une licence en droit obtenue à l'université de Las Palmas de Gran Canaria. Elle est spécialisée en droit administratif et administration locale. Elle est juge de paix de 1999 à 2002 puis assesseur à la présidence du gouvernement des Canaries jusqu'en 2003. De 2004 à 2007, elle est assistante à la présidence de la commission des administrations publiques du Congrès des députés puis cheffe de cabinet de la vice-présidence du cabildo insulaire de Grande Canarie jusqu'en 2011. De 2012 à 2016, elle est assesseur parlementaire de Nouvelles Canaries au Congrès des députés.

### Carrière politique
Le 26 juin 2016, elle est élue sénatrice de Grande Canarie au Sénat.